# ブリタンニア

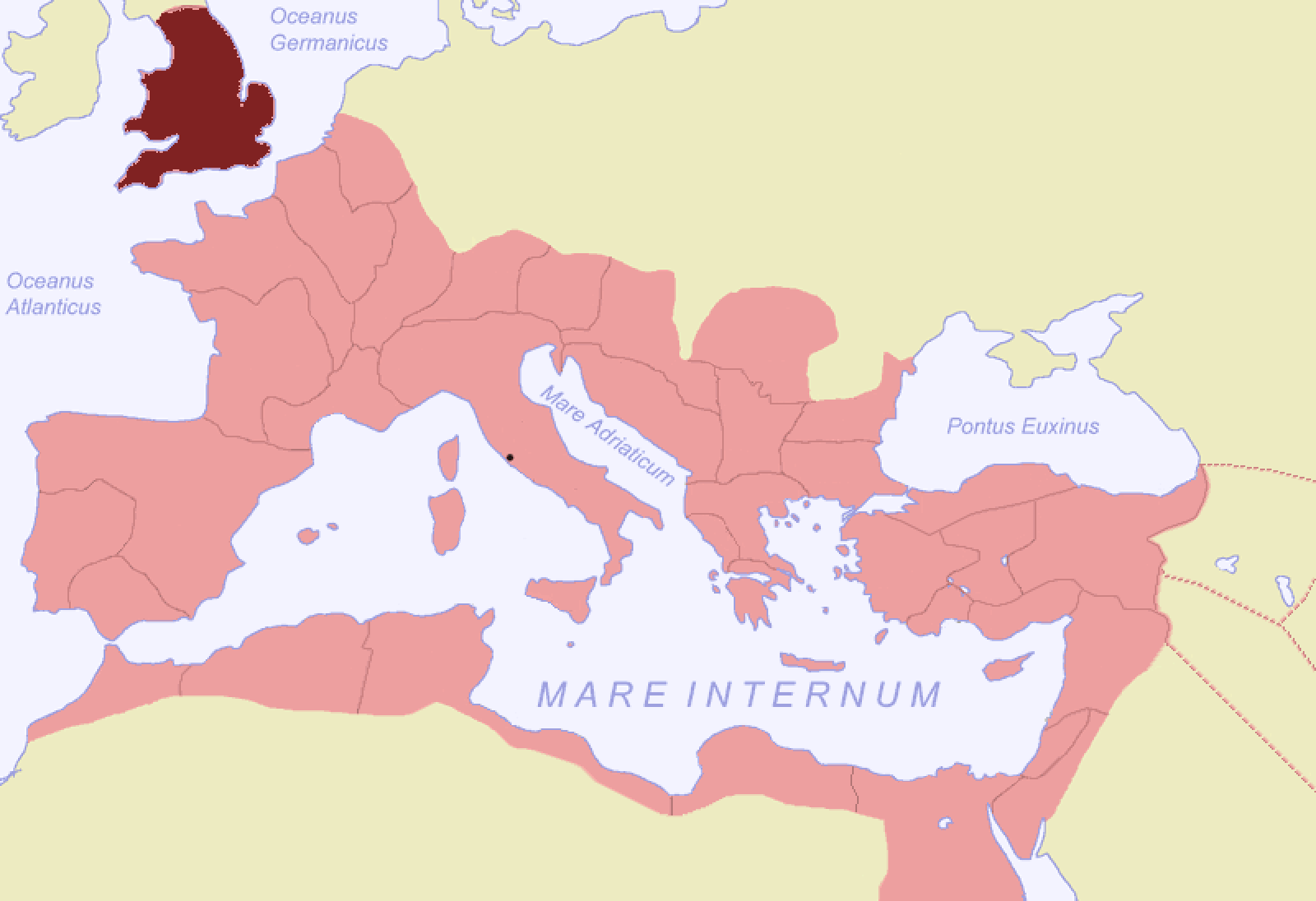
茶色がブリタニアの領域

ブリタンニア（ラテン語: Britannia）は、古代ローマがグレートブリテン島南部に設置した属州の一つ。また属州の置かれた島（現在のグレートブリテン島）とその周辺の小群島をも指す。住民は主にケルト系ブリトン人で、属州化以降ローマ人やガリア人、ゲルマン人が主に兵士として渡来した。ローマの支配は43年から410年まで及び、現在のイングランド南部を中心にローマ化が進んだ。五賢帝の一人ハドリアヌスが北部からピクト人等の異民族の侵攻を食い止めるために築いたハドリアヌスの長城が有名である。

## ローマの接触と属州ブリタンニアの成立

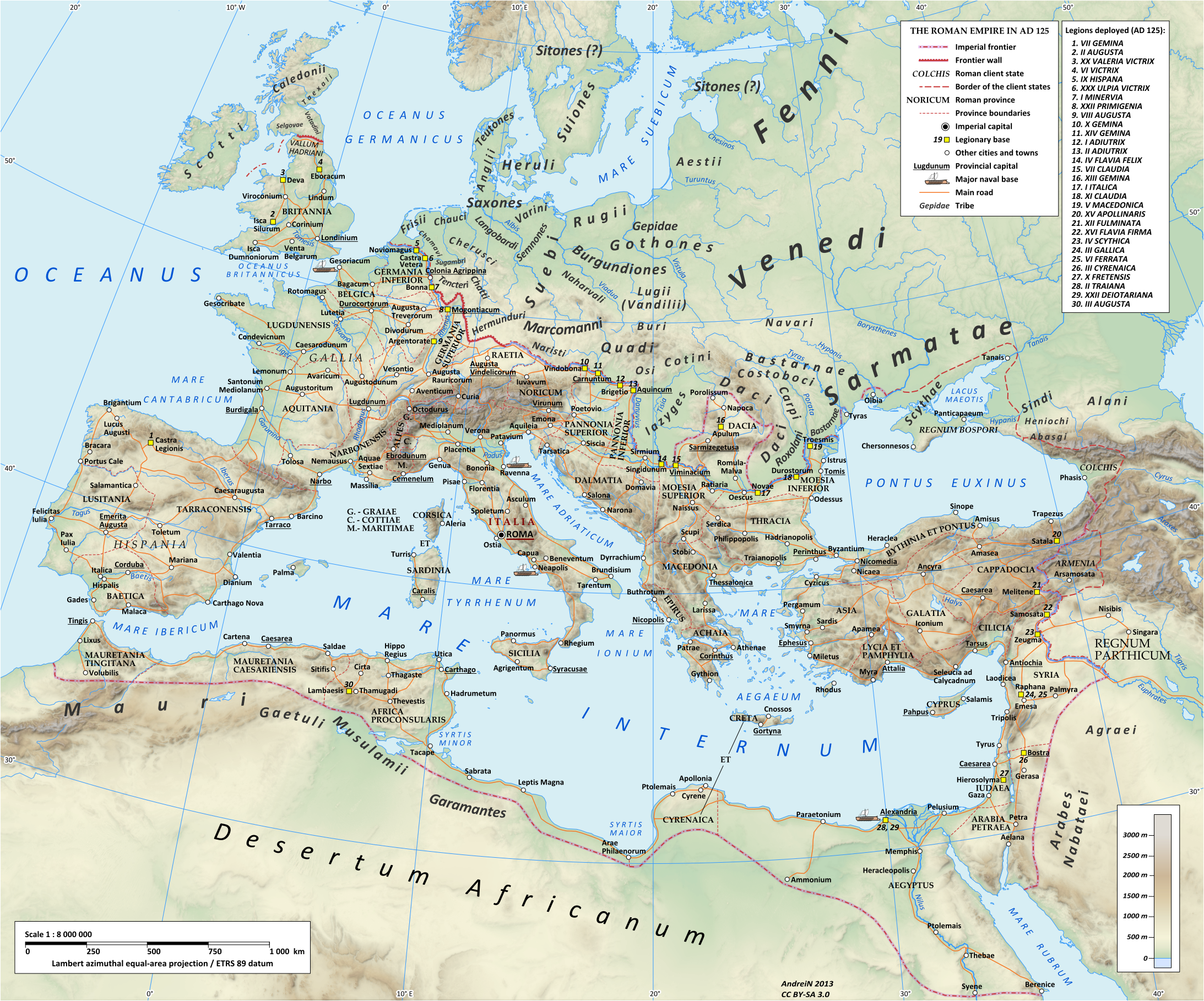
西暦125年、ハドリアヌス統治下のローマ帝国。当時ブリタンニア属州には、ローマ軍団のうち3部隊が配備されていた。

ガイウス・ユリウス・カエサルがガリア戦争中の紀元前55年と54年に2度の遠征を行ったときが、ローマとブリタンニアが直接に接触した最初である。ただ、この遠征はガリアを掌握する一環として行われたものであり、恒久的な拠点を獲得するものではなかった。
40年にカリグラは再びブリタンニアへの遠征を企画したが、この計画自体は実現性に乏しく、その後ローマで政変が起こり、結局実行されなかった。
ブリタンニアが実際にローマの勢力に組み入れられたのは、43年のクラウディウス帝の遠征によってである。このときアウルス・プラウティウスを総司令官とする4個軍団約4万のローマ軍は、カトゥウェッラウニ族の王カラタクスに率いられたブリトン人部族連合を破り、ついでクラウディウス帝自身による援軍を待った後、カトゥウェッラウニ族の都であるカムロドゥヌム（現在のコルチェスター）を占領した。直後にクラウディウス帝は同地で属州設置宣言を行い、紀元43年に属州ブリタンニアが誕生した。占領当時はカムロドゥヌム（後に植民市化）を中心とする南東部一帯のみを支配下に置いていたが、その後ローマは北部、西部、南西部の各方面に軍を展開、抵抗する部族を平定し、着実に領土を増やしていった。なお、南西部に展開した第9軍団ヒスパナは、のちにフラウィウス朝初代皇帝となるウェスパシアヌスが軍団長を務めていた。

## 支配の拡大と反乱

西暦150年当時のブリタンニアにおけるローマ街道

属州ブリタンニアの統治は、基本的に圧倒的な軍事力による武断統治である。総督には代々軍団長やそれに準じる経験を持つ者が就任し、前述のカムロドゥヌムは退役兵に住まわせるための植民市とした。各軍団は、時代により異動があるもののコーンウォール地方のイスカ・ドゥムノニオルム（現エクセター）、ウェールズ南部のイスカ・シルルム（現カーリーアン）、ノーサンブリアのエボラクム（現ヨーク）、ウェールズ北部のデウァ（現チェスター）にそれぞれ正規軍団要塞を構え、各方面の辺境を守備するとともに属州領内部を監視した。領土内では、従属させた各部族をそのままローマ式の行政単位（キウィタス）に改変し、税を課した。しかし一方で、従順な部族の権利は実質的に温存された。また、ローマ軍に協力した隷属部族（イケニ族、アトレバテス族、レグニ族など）は一時的に独立が許されたが、王統が途絶えると軍事力でもって強制的に属州領に併合させられた。属州ブリタンニア最大の先住民反乱であるボウディッカの反乱もイケニ族の併合に端を発する動乱であった。
以上のような統治体制の下で属州ブリタンニアは比較的安定し、アグリコラ総督の時代（78年 - 85年）にはカレドニア（スコットランド）北部を除くほぼ全領域を支配、属州時代最大の版図を現出した。
しかしそれ以降は北部のスコット族からの圧力が強まり、五賢帝時代には北方前線が後退するとともにハドリアヌスの長城、アントニヌスの長城が築かれた。補助軍の基地の一つヴィンドランダ遺跡には当時の守備兵の風俗を伝える大量の木簡文書が発見されている。
ブリタンニアには前述の通り多数のローマ軍が駐在し、総督には皇帝の信頼が厚い熟練した人材を充てられることが多かった。このためブリタンニア総督を経験した皇帝は少なくない。ペルティナクス、ゴルディアス1世がこれに含まれる。
193年にローマ皇帝となったセプティミウス・セウェルスと、皇帝位を争ったクロディウス・アルビヌスは、ブリタンニア総督であった。アルビヌスの戦死後、セウェルスはブリタンニアを上ブリタンニアと下ブリタンニアの2州に分割した。この分割は、ほぼ1世紀にわたって反乱を防いだものの、カラウシウス（286年 - 297年）の反乱が起こり、コンスタンティウス・クロルスがブリタンニアをさらに4州に分割した。

## 帝政後期の混乱、ローマ軍の撤退と支配の終焉
4世紀に入ると、ブリタンニアは2方面からの攻撃にさらされるようになった。西部からのアイルランド人の攻撃と、東部からのサクソン人の攻撃である。反乱が相次ぎ、ローマ人の活動は次第に低調になっていった。
407年にコンスタンティヌス3世がローマ皇帝を自称し、残軍を率いてブリタンニアを離れたとき、ローマの支配は終焉を迎えた。この頃既に西ローマ帝国ではイタリアやガリアにゲルマン人が侵入し、ラヴェンナの西ローマ政府にはイタリアから遠いブリタンニアを維持する力は残っていなかったのである。残された属州の住民たちは自分たちで防衛と自治に当たらなければならなかった。このことは410年に皇帝ホノリウスがブリタンニアに送った手紙に現れている。
ローマ人の撤退以後、ブリタンニアでは古来からのブリトン人の部族制が復活する。それぞれが王を戴く部族国家が乱立し、政治的統一がされる前にゲルマン系アングロ・サクソン人の侵入を迎える。混迷の暗黒時代の到来である。